# Doborârea avionului rusesc Suhoi Su-24 din 2015
Un avion de luptă multirol F-16 Fighting Falcon aparținând Forțelor Aeriene ale Turciei a doborât un bombardier rusesc Sukhoi Su-24M la 24 noiembrie 2015 lângă granița siriano-turcă după alte câteva incursiuni ruse, în octombrie 2015, în spațiul aerian turc. Pilotul Oleg Peșkov (ru) și  ofițerul responsabil cu sistemele de arme Constantin Muratin (ru) s-au catapultat amândoi, acesta din urmă a fost salvat, în timp ce pilotul a fost împușcat în aer de forțele rebele de turkmeni-sirieni. Conform autorităților turce și Pentagonului avionul rus se îndrepta spre spațiul aerian turc și ar fi fost somat fără niciun răspuns de zece ori în cinci minute pentru a-și schimba traiectoria de zbor. Potrivit Turciei, în aeronavă s-a tras în momentul în care aceasta se afla în spațiul aerian turc, deoarece aceasta a încălcat granița depășind-o cu 2,19 km timp de aproximativ 17 secunde. Ambasadorul turc la ONU, Halit Cevik, a afirmat că nu se cunoștea naționalitatea aeronavei în momentul în care s-a deschis focul. Ministerul Apărării din Rusia a negat că aeronava ar fi părăsit vreodată spațiul aerian sirian, susținând afirmația cu datele lor din satelit din care reiese că bombardierul rus se afla la aproximativ 1.000 de metri (1.100 m) în interiorul spațiului aerian sirian când a fost doborât. Potrivit unor oficiali anonimi din Statele Unite, aeronava a fost doborâtă în spațiul aerian sirian după ce a fost în spațiul aerian turc de la două până la trei secunde.

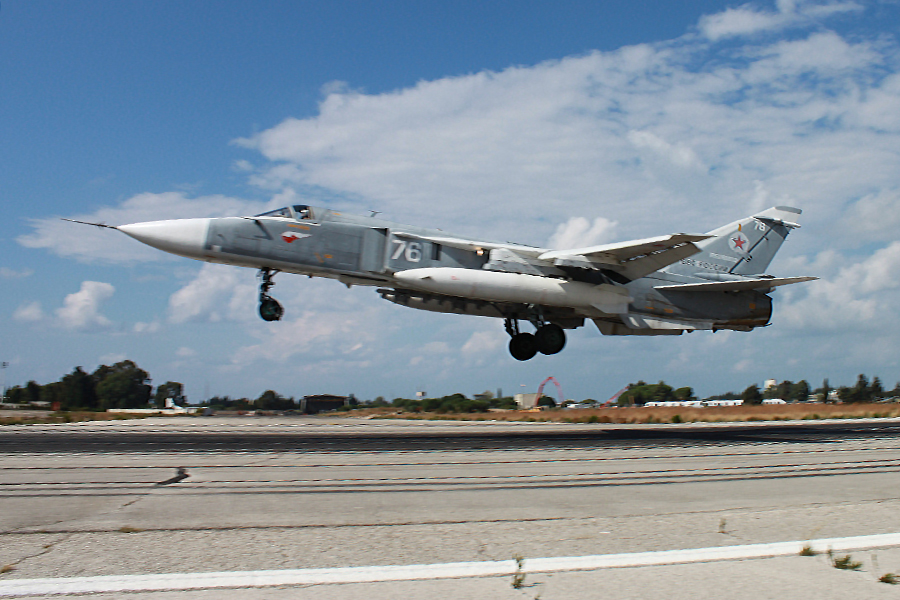
Un Sukhoi Su-24M pe Aeroportul Internațional Bassel Al-Assad din Latakia, Siria

Un infanterist naval rus din echipa de căutare și salvare a celor doi aviatori a fost, de asemenea, ucis atunci când elicopterul de salvare a fost doborât de rebeli. Doborârea aeronavei Suhoi Su-24 reprezintă prima distrugere a unui echipament aviatic militar rus sau sovietic de către un stat membru al NATO din anii 1950 până în 2015.  Reacțiile de după acest incident au inclus retorica dură a Rusiei și o încercare a NATO de a tempera situația. Drept răspuns, Rusia a desfășurat crucișătorul Moskva în largul coastei siriene și sisteme de apărare aeriană S-400 la baza sa aeriană din Khmeimim, Siria și a anunțat că "va distruge orice țintă care ar putea amenința avioanele sale de război".

## Context
La 23 septembrie 2014, un Suhoi Su-24 sirian a fost doborât de o rachetă israeliană MIM-104D Patriot în apropiere de Quneitra, după ce a pătruns 800 de metri în spațiul aerian israelian de-a lungul Înălțimilor Golan. Ca și în cazul aeronavei ruse, aeronava a fost lovită atunci când ea deja a reintrat în spațiul aerian sirian. Ambii membri ai echipajului s-au ejectat în condiții de siguranță și s-au parașutat pe teritoriul sirian.

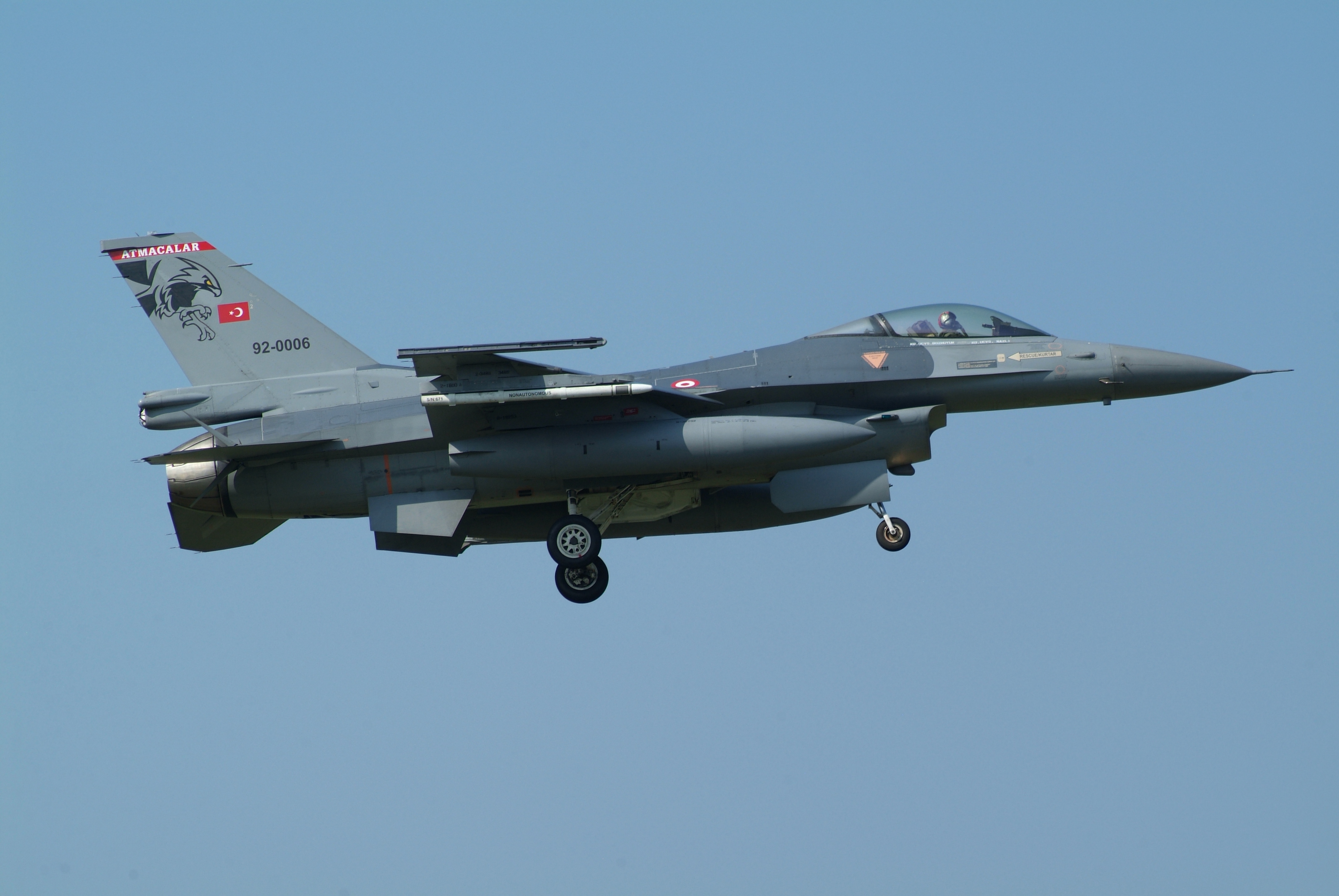
Un avion F-16C Fighting Falcon aparținând Forțelor Aeriene ale Turciei

La 30 septembrie 2015, Rusia a început o intervenție militară în Războiul Civil Sirian. Intervenția constă în primul rând în lovituri aeriene rusești împotriva Statului Islamic, al-Qaida în Levant și altor inamici ai guvernului sirian.
Turcia a refuzat să semneze un memorandum cu Rusia cu privire la prevenirea posibilelor incidentelor aviatice. Acest memorandum a fost semnat la 20 octombrie 2015 între Rusia și Statele Unite ale Americii.
La 20 noiembrie 2015, Ankara l-a convocat pe ambasadorul rus în semn de protest față de bombardarea "intensivă" a unor sate turkmene din nordul Siriei de către avioane de război rusești. De asemenea, președintele Erdogan și-a manifestat nemulțumirea față de incursiunile ruse din octombrie 2015 în spațiul aerian turc.

## Victime

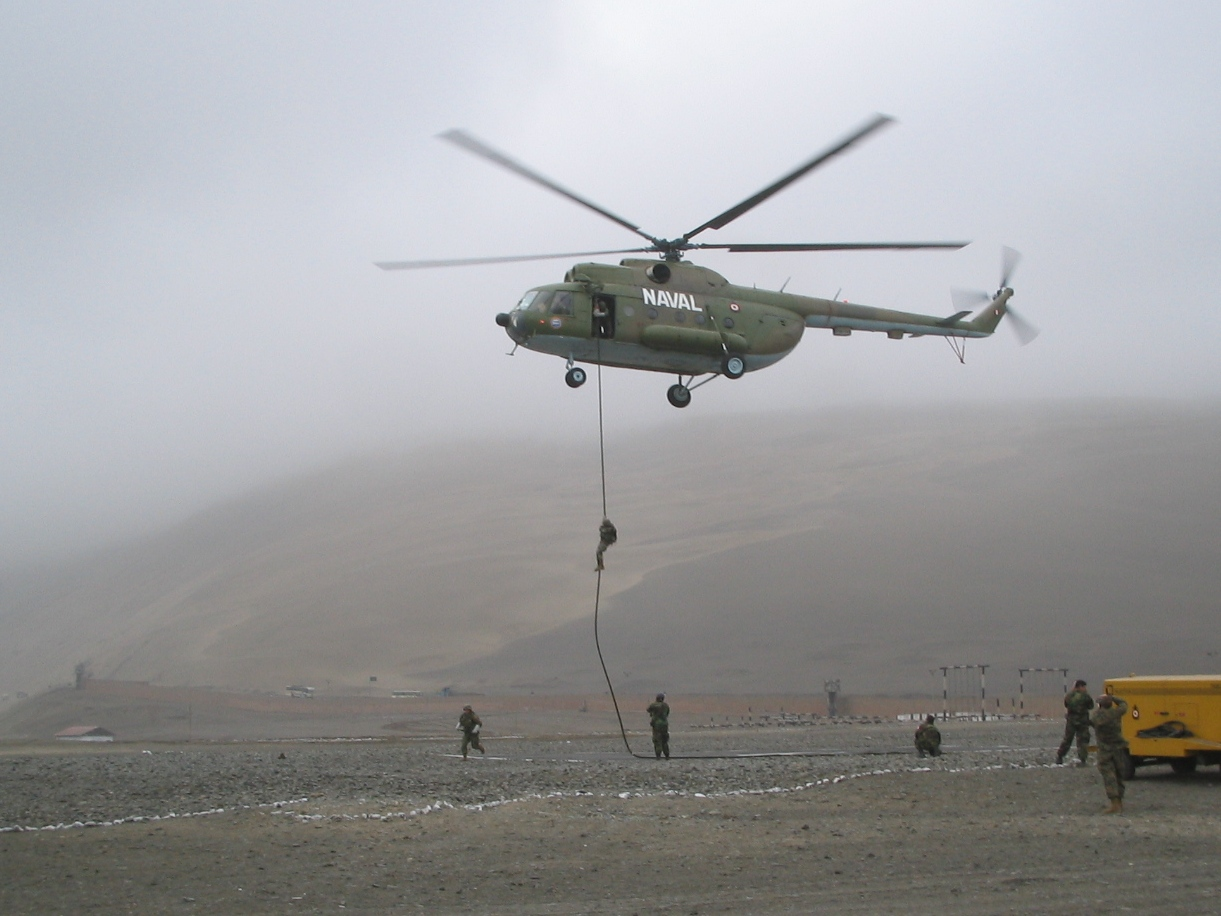
Un elicopter Mil Mi-8

- Pilotul Oleg Peșkov - a fost ucis în aer de rebeli turkmeni-sirieni în timp ce se parașuta după doborârea aeronavei Suhoi Su-24. La 30 noiembrie trupul său neînsuflețit a fost predat autorităților ruse și transportat la Moscova. Atacarea în aer a unui parașutist reprezintă o încălcare directă a paragrafului 1 din articolul 42 din Protocolul adițional al Convențiilor de la Geneva din 1949, care prevede că: „Nici o persoană care sare cu parașuta dintr-o aeronavă în pericol nu trebuie să facă obiectul unui atac în timpul coborârii”.[21] [22] [23] Cadavrul lui Peșkov a fost recuperat la 29 noiembrie de autoritățile turce în regiunea Hatay și dus la Ankara unde a avut loc un serviciu funerar la care au asistat și diplomați ruși.[24]
- Alexander Pozinici - militar rus ucis de rebeli în timpul doborârii elicopterului Mi-8 aflat în misiune de căutare și de salvare

Navigatorul Constantin Muratin a aterizat în afara razei de tragere a rebelilor turkmeni-sirieni și a fost evacuat de unități speciale ale forțelor armate ruse și siriene la  baza aeriană Hmeymim.

## Reacții

### Rusia
Președintele rus Vladimir Putin a declarat la Soci la o întâlnire cu Abdullah al II-lea al Iordaniei că piloții ruși nu amenințau Turcia astfel încât doborârea avionului este o „lovitură de cuțit în spate dată de complicii teroriștilor”. Putin a adăugat că Rusia nu va tolera astfel de infracțiuni, iar relațiile ruso-turce vor fi afectate. De asemenea, Putin a susținut că fiul președintelui turc Erdogan ar fi făcut afaceri ilegale în comerțul cu petrol cu Statul Islamic.
Ministrul rus de Externe, Serghei Lavrov, a afirmat că turcii au depășit "limitele acceptabile" și, prin urmare, Turcia riscă să ajungă într-o "situație foarte complicată".
Serghei Narîșkin, președintele Dumei de Stat, a declarat că Rusia are dreptul la un răspuns militar după doborârea aeronavei sale.
La 28 noiembrie, Rusia a impus o serie de sancțiuni împotriva Turciei, printre care și un embargo asupra unor bunuri și interzicerea prelungirii contractelor de muncă ale turcilor care lucrează în Rusia.

### Turcia
Turcia a cerut o reuniune extraordinară a NATO după doborârea avionului rusesc.
Recep Erdogan, președintele Turciei, nu și-a cerut scuze pentru acest incident și a „sfătuit cu sinceritate Rusia să nu se joace cu focul” și să înceteze să sprijine regimul Assad care a ucis 380.000 de oameni în Siria.
Potrivit prim-ministrului Turciei, Ahmet Davutoglu, a avut loc o reuniune de urgență a Consiliului de Securitate al Turciei în care s-a hotărât că „Turcia va face tot ce este necesar pentru a asigura securitatea țării, inclusiv să ia toate măsurile necesare împotriva oricui ar încălca frontierele sale aeriene și terestre.”

### Siria
Ministrul Sirian al Informațiilor Omran al-Zoubi a numit distrugerea de către Forțele Aeriene Turce a bombardierului rus "o altă crimă".
Ministrul Sirian de Externe Walid Muallem: "Incidentul cu Su-24 a demonstrat că Erdogan ajută teroriștii. Turcia în mod agresiv a încălcat suveranitatea Siriei doborând un avion rus Su-24, dar acest comportament nu este ciudat pentru Ankara, pentru că ea de mai mulți ani are legături cu grupurile radicale". În plus, Muallem și-a exprimat condoleanțele familiilor celor doi militari ruși uciși în Siria la o întâlnire cu omologul său rus, Serghei Lavrov. „Au murit ca martiri adevărați în lupta contra terorismului” a adăugat acesta.

### Alte țări
Statele Unite ale Americii: Reprezentantul Ministerului Apărării a declarat ca Statele Unite nu sunt implicate în accident. Bombardierul rus a fost doborât de un avion F-16C aparținând Forțelor Aeriene ale Turciei. Președintele SUA, Barack Obama, și-a exprimat regretele la întrevederea cu Vladimir Putin, pentru doborârea de către Turcia a bombardierului rus.
Israel: După incident, la 29 noiembrie 2015, o aeronavă militară rusă a pătruns în interiorul Israelului cu 1,6 kilometri, însă a revenit imediat pe direcția Siriei. Forțele Armate Israeliene nu s-au simțit amenințate de incursiunea navei și nu au deschis focul. Anterior, în septembrie, Israelul și Rusia au stabilit  un mecanism de coordonare a operațiunilor militare în Siria.
Franța: Președintele Francois Hollande a cerut rușilor și turcilor să evite escaladarea conflictului după doborârea avionului rus Su-24M în Siria. După întâlnirea cu omologul său american, Obama, Hollande a cerut un control mai sever al frontierei turco-siriene pentru a preveni infiltrarea altor teroriști în Europa.

## Legături externe
- „Commander-in-Chief of the Russian Aerospace Forces presents facts of the attack on the Russian Su-24M aircraft carried out by the Turkish F-16 fighter in the sky over Syria on November 24”. http://eng.mil.ru. Russian MoD. Accesat în 28 noiembrie 2015. Legătură externa în |website= (ajutor)
- Andra Dolana - Reuters: Cum evoluează scandalul avionului rus doborât de Turcia Arhivat în 28 noiembrie 2015, la Wayback Machine., RL.ro,  26 noiembrie 2015